# Elmer Chickering

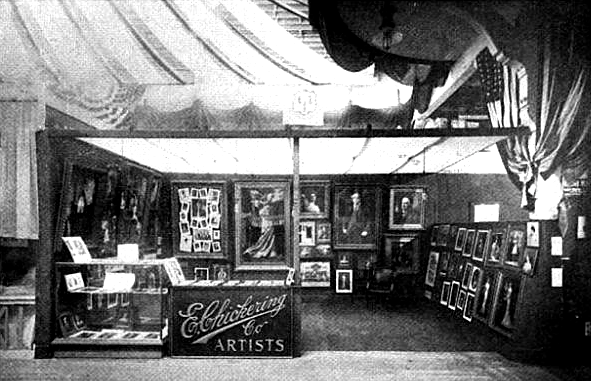
Expozice Booth of E. Chickering Co., Nová Anglie, Výstava průmyslu a vzdělání, Mechanics Hall, Boston, 1911

Elmer Chickering (1857 Vermont – 1915) byl americký fotograf specializující se na portréty v Bostonu, Massachusetts, na konci 19. a počátku 20. století. Provozoval vlastní studio na West Street a fotografoval politiky, herce, sportovce a další osobnosti veřejného života, jako byli například John Philip Sousa, Sarah Winnemucca, Edmund Breese a bostonští Američané.

## Život a dílo
Narodil se ve Vermontu v roce 1857, později se přestěhoval do Bostonu, kde založil kolem roku 1880 vlastní ateliér. Za manželku si vzal fotografku R. M. Wilsonovou. Jeho fotografické práce se objevily v mnoha publikacích, včetně Good Housekeeping. V roce 1905 svůj podnik přejmenoval na "Elmer Chickering Co".
V roce 1895 Chickering "pořídil několik snímků několik fotografií ze hry Plstěný klobouk (Trilby) společnosti A. M. Palmer. Přirozeně zájem náhle stoupl, když záhy následovaly problémy. Rushinga oslovila firma Harper & Bros s tím, že charaktery postav byly udělány podle výkresů G. du Mauriera, a na které by se měla vztahovat autorská práva. S prodejem takových snímků jako porušení autorských práv pan Chickering nesouhlasil, s odůvodněním, že fotografie nebyly kopiemi žádného výkresu, ale skutečných scén na jevišti, ze kterého si je může naskicovat každý člověk..."
Po Chickeringově smrti v roce 1915, "známé Chickeringovo studio na West Street v Bostonu ... dnes vlastní a provozuje George H. Hastings a Orrin Champlain. ... Pan Hastings osobně řídí Studio, které se těší velké a výnosné přízni."

## Galerie

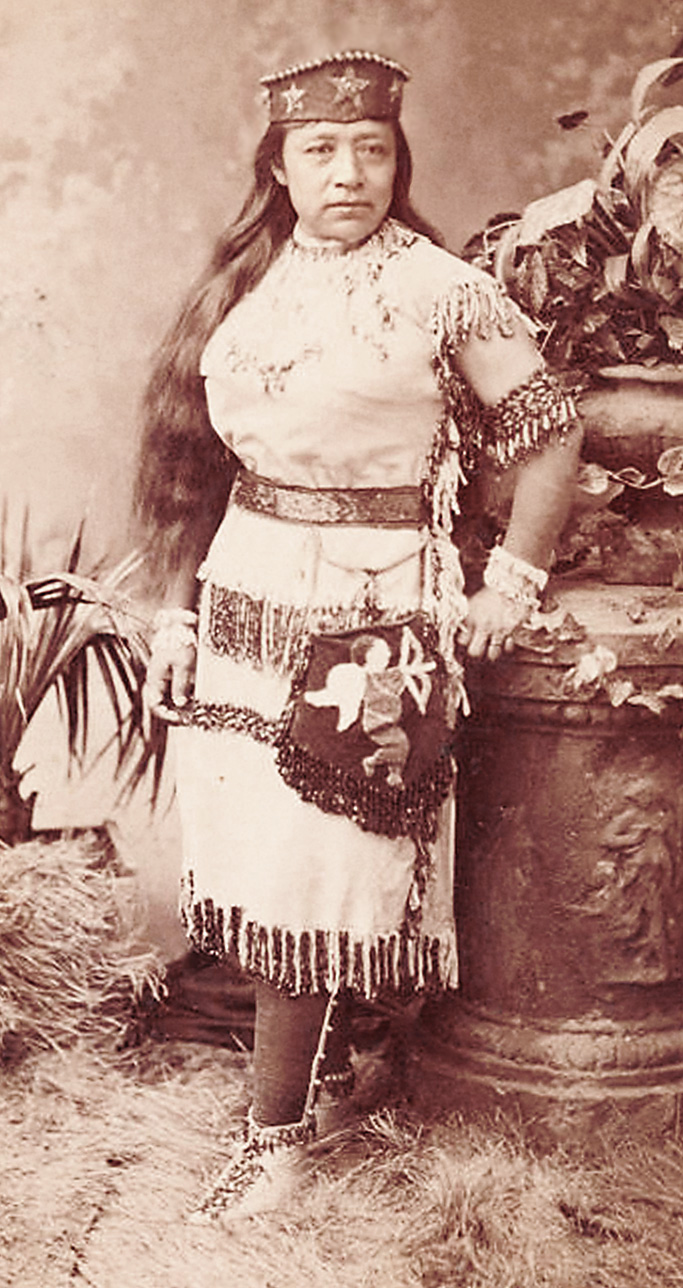
Sarah Winnemucca, asi 1884
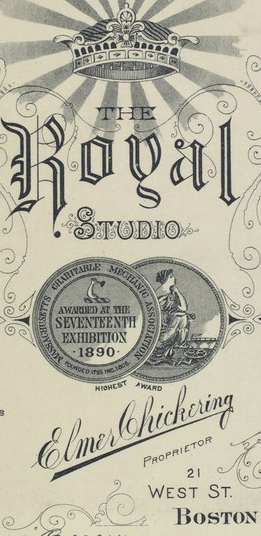
Chickeringovo "Royal Studio", West St., Boston, asi 1893
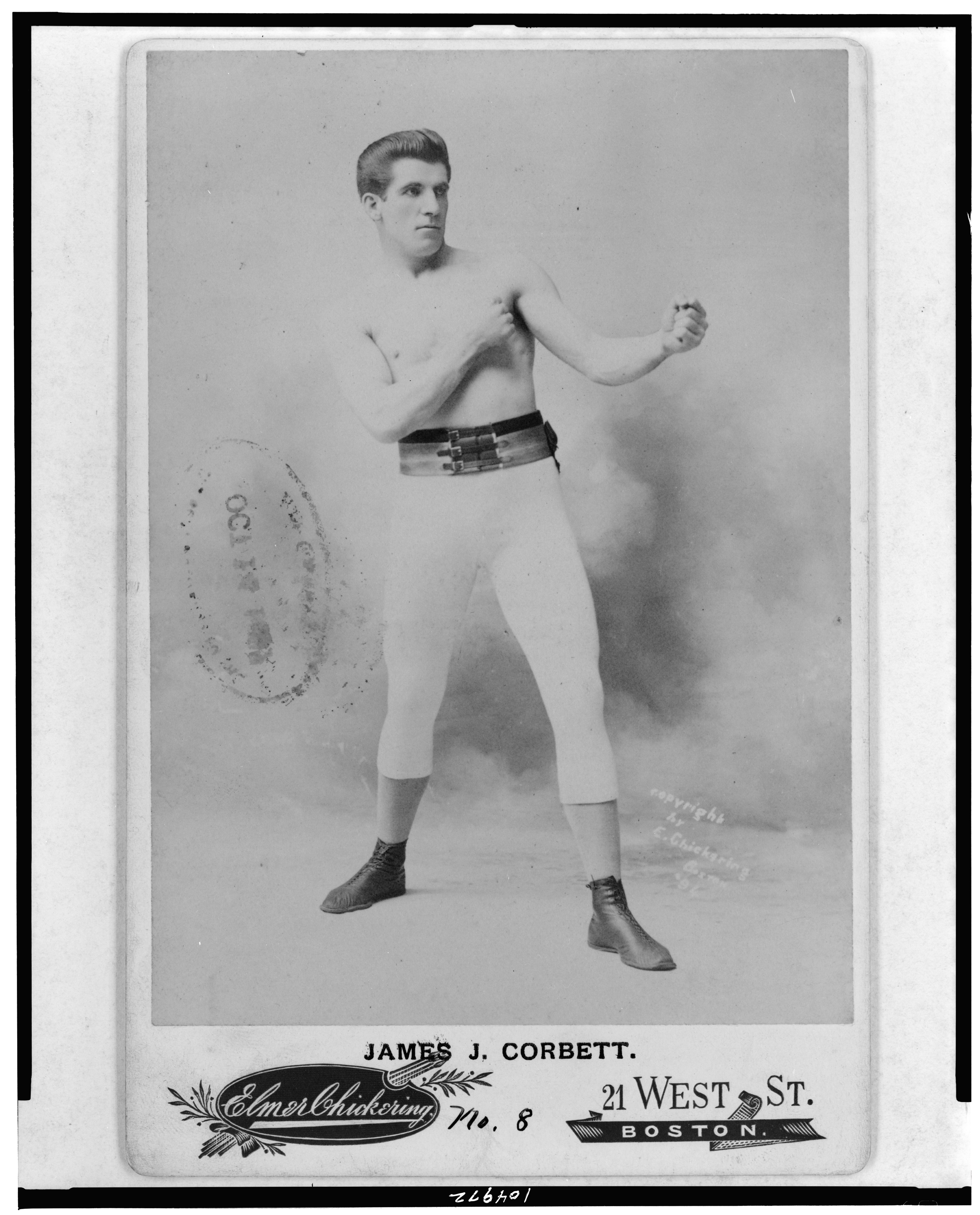
James J. Corbett, 1897
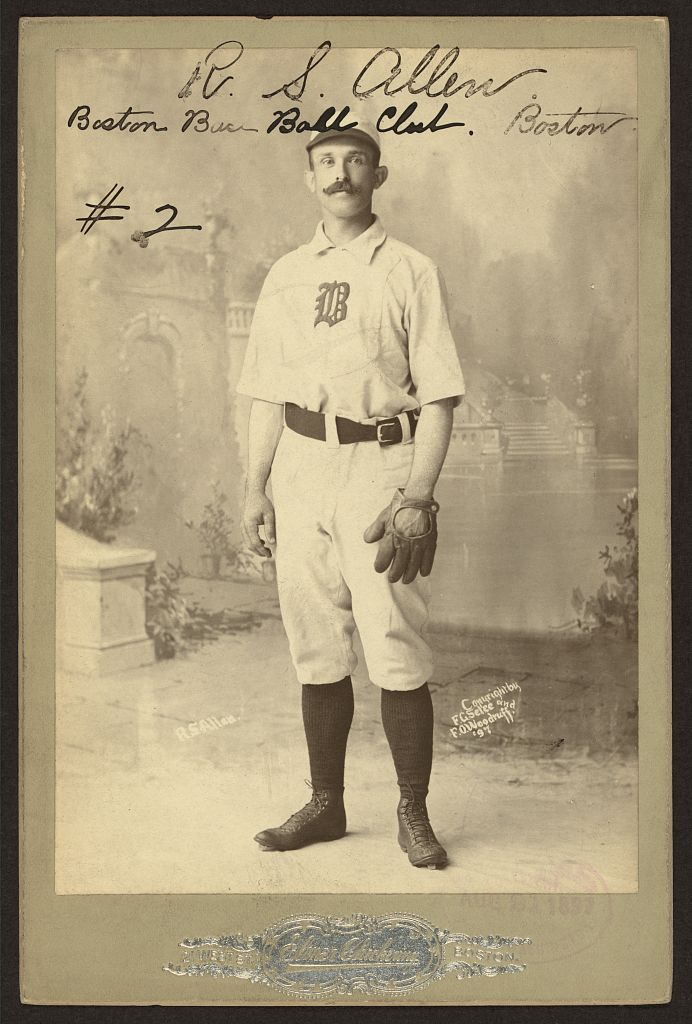
Robert Allen, Boston Beaneaters, 1897
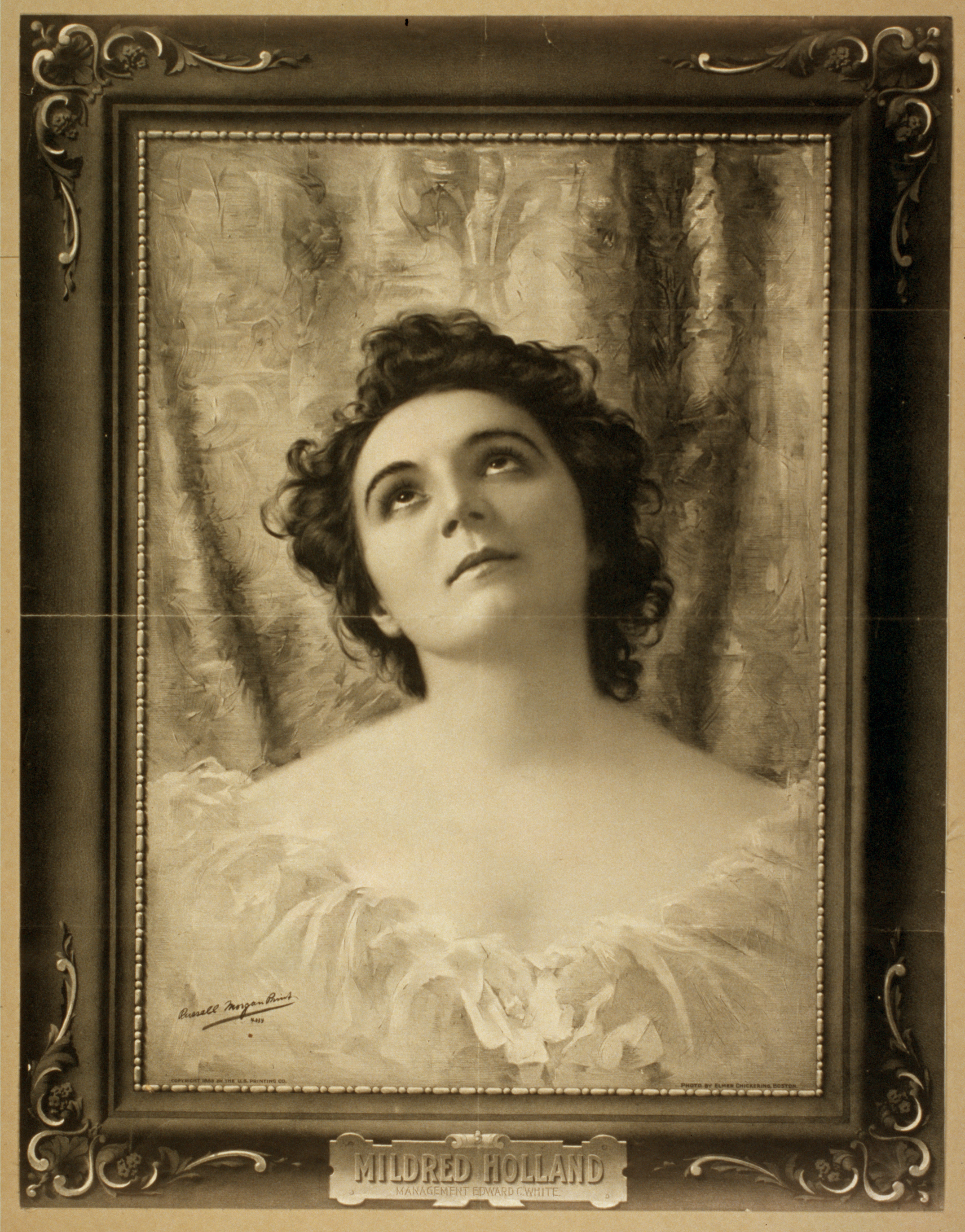
Plakát Mildred Holland, 1899
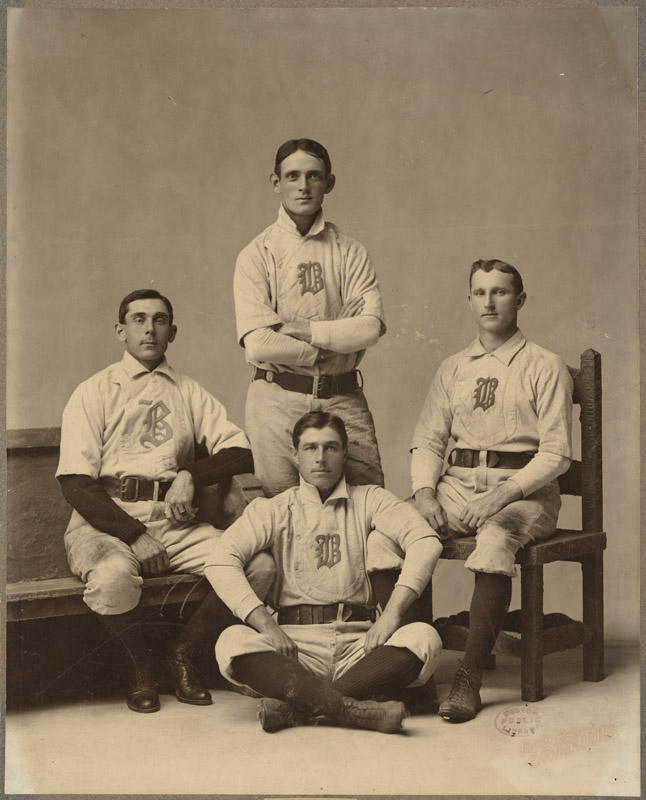
Portrét famózního bostonského týmu, Bobby Lowe, Fred Tenney, Herman Long a Jimmy Collins
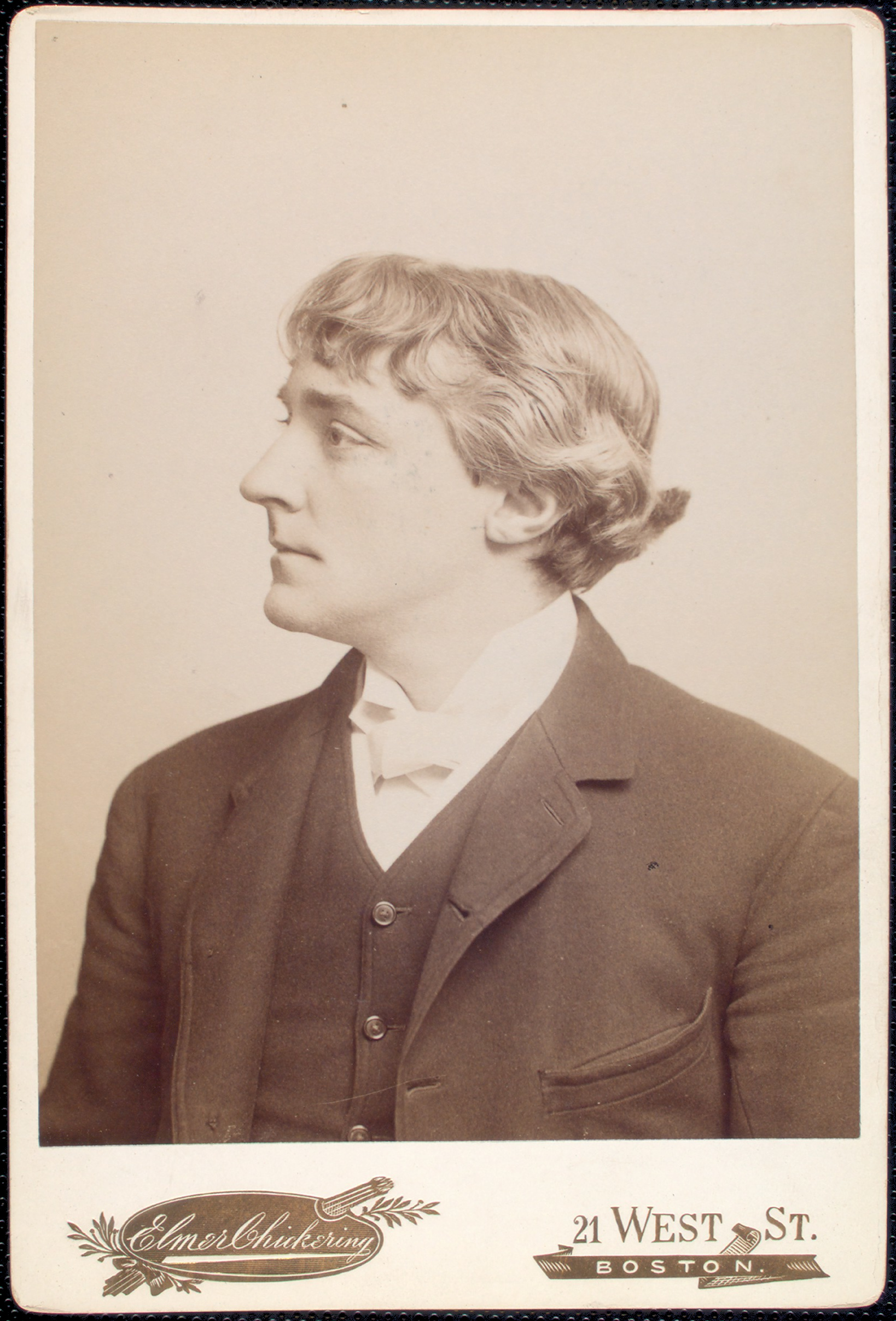
Kyrle Bellew
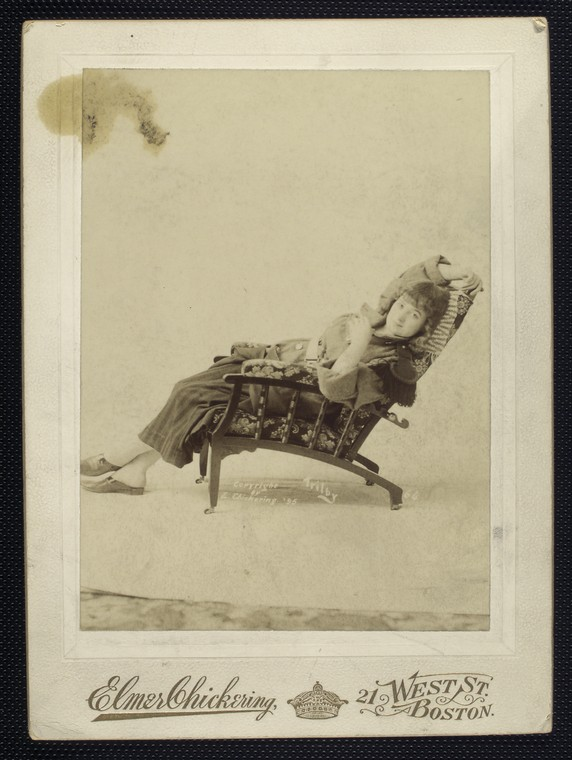
Mabel Amber